# Havenwerkers
Havenwerkers is de naam van een beeldengroep van zandsteen die beeldhouwer Hildo Krop oorspronkelijk maakte voor plaatsing bij het gebouw van de Koninklijke Hollandsche Lloyd in het Oostelijk Havengebied in Amsterdam.

## Geschiedenis
Krop maakte de vier beelden in de periode 1916-1921. Toen het betonnen gebouw werd afgebroken, plaatste de gemeente Amsterdam de beeldhouwwerken in opslag langs het spoor bij de Dijkgracht. Een oplettende kunsthistoricus, Ype Koopmans, zag in 1992 vanuit de trein de vier kunstwerken daar staan. Dit monde uiteindelijk uit in plaatsing op het KNSM-eiland. De beelden werden als groep neergezet voor een van de entrees van Loods 6 aan de KNSM-laan. Op 14 februari 1998 werden ze na restauratie onthuld.
Volgens De Telegraaf van 25 februari 1939 waren het de eerste beelden die Krop voor Amsterdam maakte.

## Beschrijving
Een korte omschrijving van de vier beelden:
1. sjouwers aan het werk met tussen hun in een locomotief, er werden hier goederen overgeladen van schip naar trein en andersom (100 cm hoog)
2. sjouwers aan het werk met tussen hun in een schip (100 cm hoog)
3. een beeld in de vorm van een golf omhult een koggeschip uit het Wapen van Amsterdam met twee zeelui, waarvan een de drie andreaskruizen uit hetzelfde stadswapen vasthoudt (80 cm hoog)
4. een beeld in de vorm van een golf laat de drie Andreaskruizen op schild uit het stadswapen van Amsterdam met daaronder een zeevogel zien (80 cm hoog).

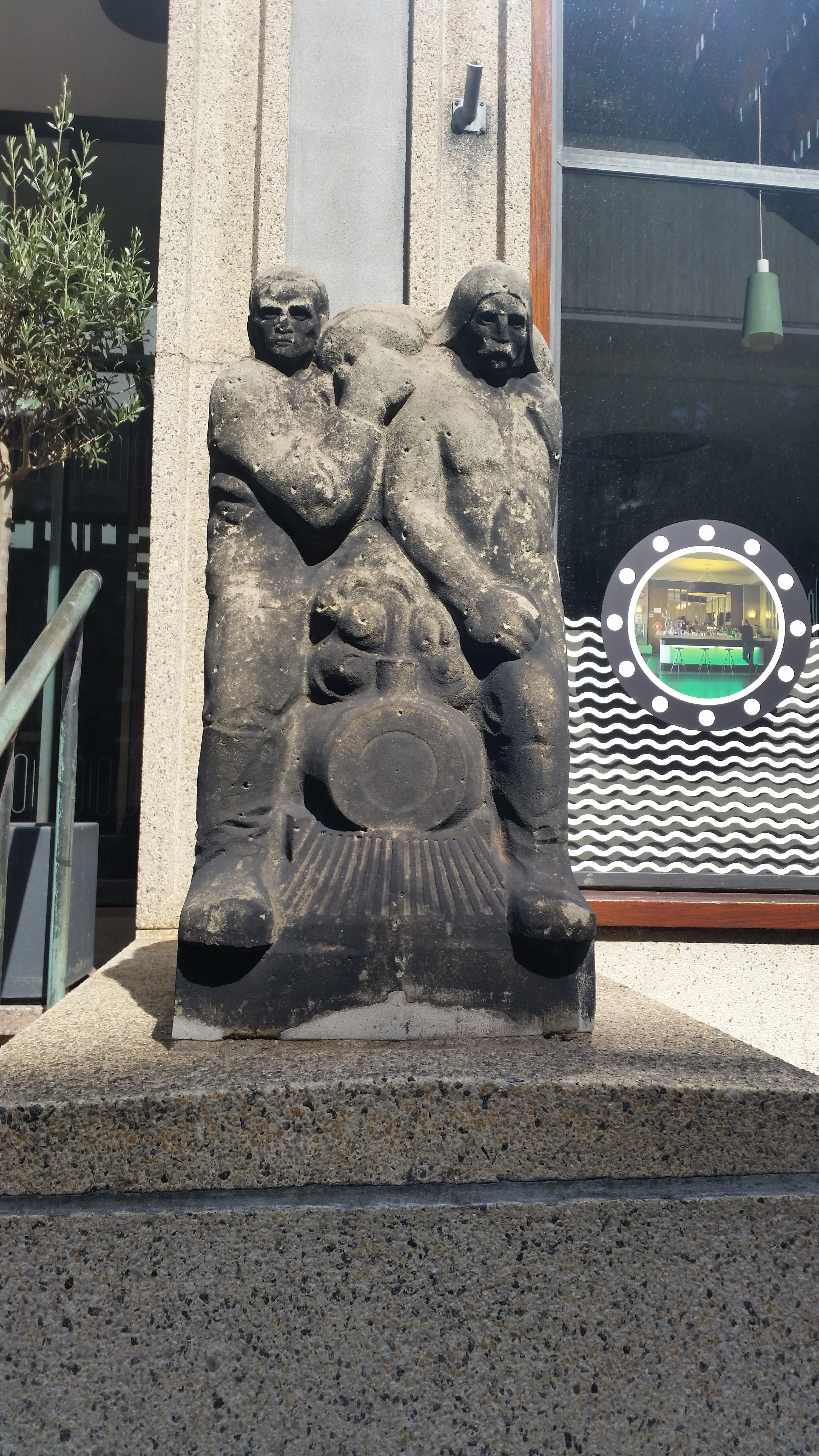
1. Sjouwers en locomotief
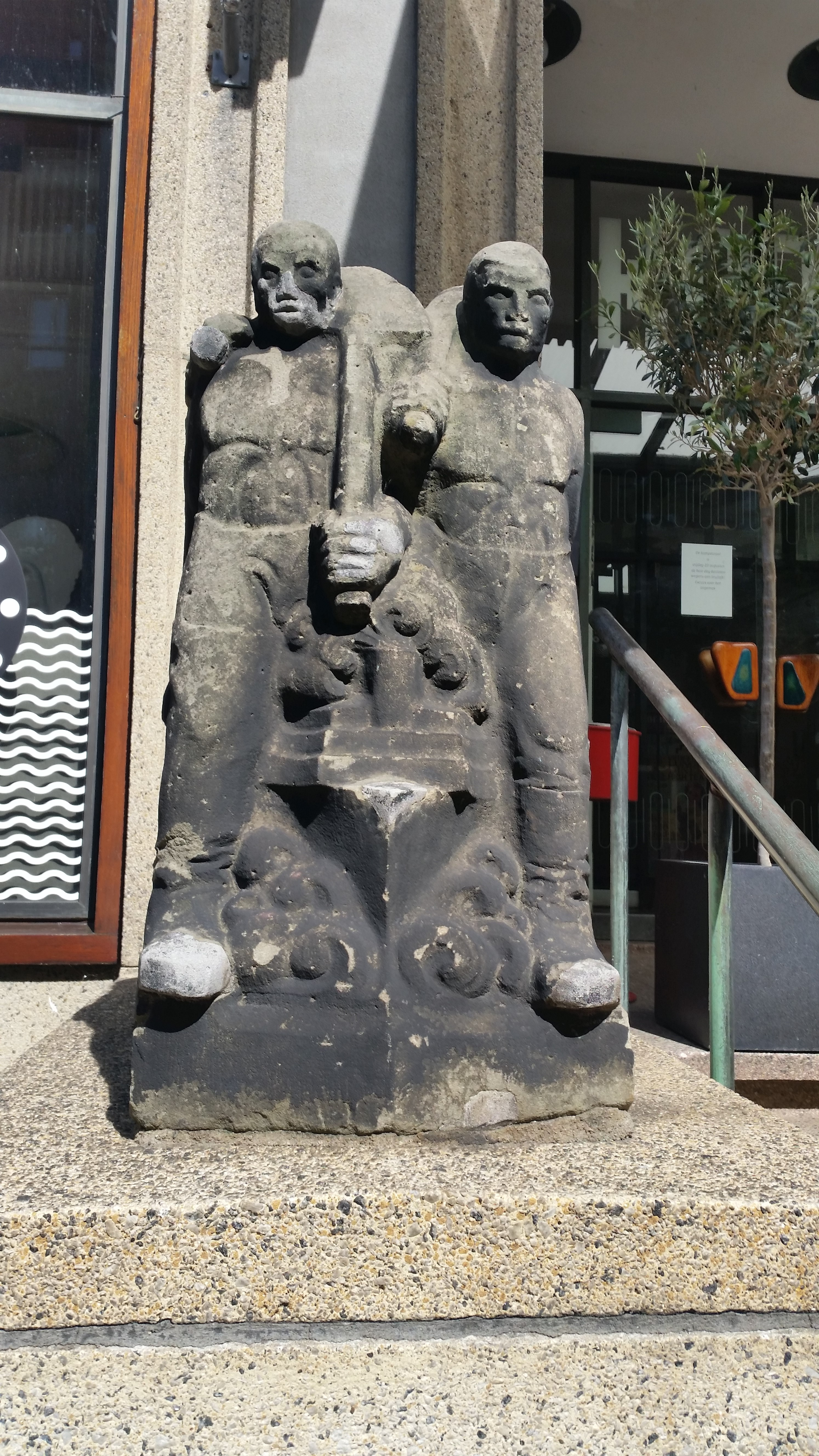
2. Sjouwers en schip
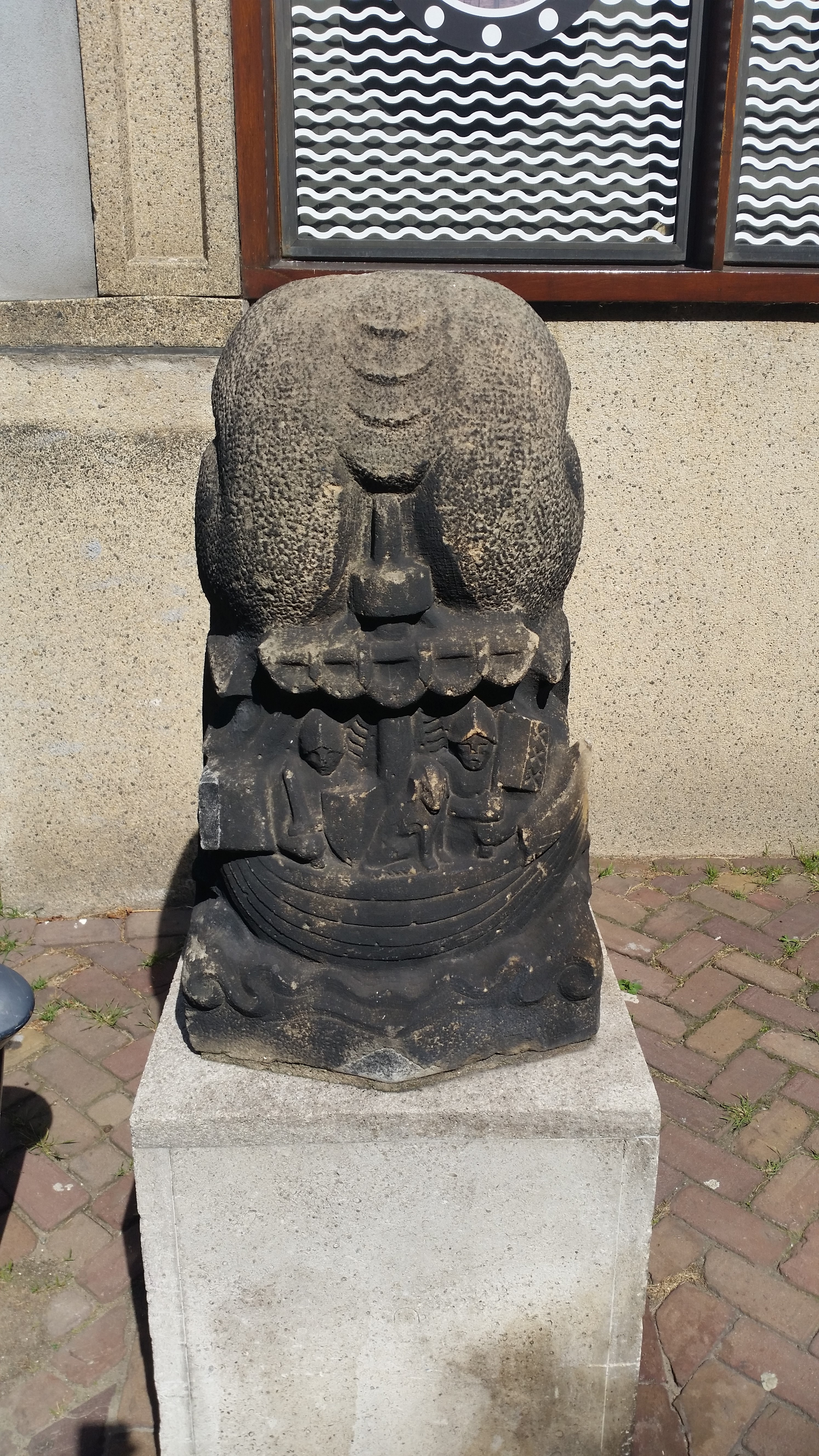
3. Koggeschip
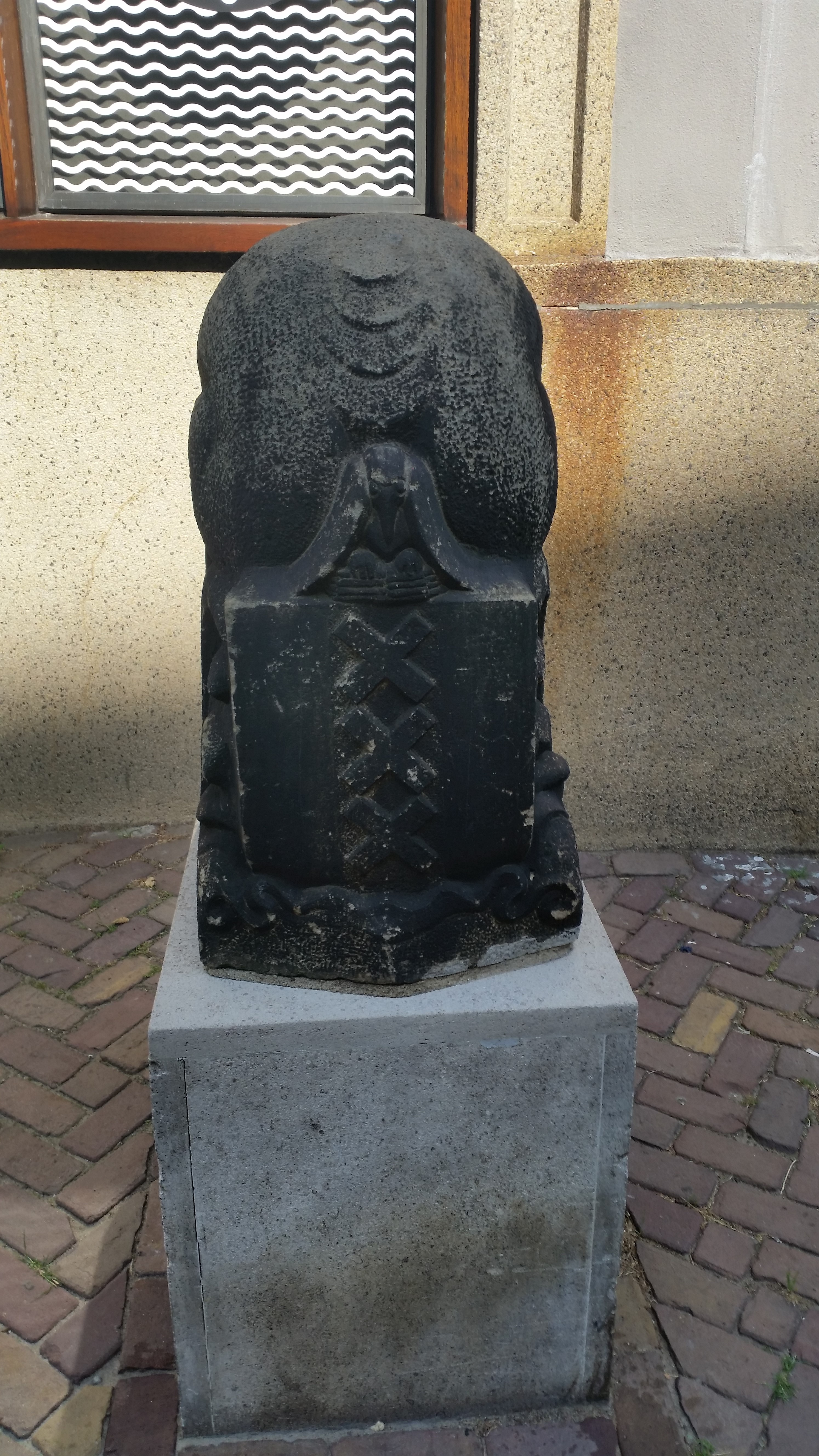
4. Andreaskruizen